# Nannophrys ceylonensis
Nannophrys ceylonensis es una especie  de anfibio anuro de la familia Dicroglossidae. Es endémica de Sri Lanka.
Está amenazada por la contaminación del agua debido a los abonos y pesticidas, y la desecación de los hábitats en los períodos de sequía.